# Cryptoblepharus caudatus
Espèce
Synonymes
- Ablepharus boutonii caudatus Sternfeld, 1918

Cryptoblepharus caudatus est une espèce de sauriens de la famille des Scincidae.

## Répartition
Cette espèce est endémique de l'île française Juan de Nova dans le canal du Mozambique.

## Publication originale
- Sternfeld, 1920 "1918" : Zur Tiergeographie Papuasiens und der pazifischen Inselwelt. Abhandlungen der Senckenbergischen Naturforschenden Gesellschaft, vol. 36, p. 375-436.